# Liopholidophis rhadinaea
Liopholidophis rhadinaea är en ormart som beskrevs av Cadle 1996. Liopholidophis rhadinaea ingår i släktet Liopholidophis och familjen snokar. Inga underarter finns listade i Catalogue of Life.
Artens utbredningsområde är Madagaskar. Denna orm förekommer på öns östra del. Utbredningsområdet uppskattas vara 55 400 km² stort. Habitatet utgörs av fuktiga skogar. Individerna är dagaktiva och de vistas på marken. Honor lägger ägg.
Skogsbruk och skogens omvandling till jordbruksmark hotar beståndet. Hela populationen är fortfarande stor. IUCN kategoriserar arten globalt som livskraftig.